# Herråkra distrikt
Herråkra distrikt är ett distrikt i Uppvidinge kommun och Kronobergs län. Distriktet ligger sydväst om Åseda. 

## Tidigare administrativ tillhörighet
Distriktet inrättades 2016 och utgörs av socknen Herråkra i Uppvidinge kommun.
Området motsvarar den omfattning Herråkra församling hade 1999/2000.